# جورج سايكس
جورج سايكس هو سياسي أمريكي، ولد في 20 سبتمبر 1802 في Chesterfield Township, New Jersey ‏ في الولايات المتحدة، وتوفي في 25 فبراير 1880 في Mansfield Township, Burlington County, New Jersey ‏ في الولايات المتحدة. نشط حزبياً في الحزب الديمقراطي. وقد انتخب عضو جمعية نيوجيرسي العامة ‏ وانتخب عضو مجلس النواب الأمريكي ‏.